# Editorial Católica Abulense
La Editorial Católica Abulense fue una empresa editorial española, con sede en Ávila.

## Historia
La empresa fue fundada en 1925 a iniciativa del sacerdote Santos Moro Briz, quien años después sería obispo de Ávila. La Editorial Católica Abulense fue propietaria y editora del Diario de Ávila, el único diario que se editaba en la provincia, si bien también se dedicó a otros propósitos. En su momento fue una de las principales editoriales de la provincia abulense, y sus imprentas sirvieron para cubrir la actividad editorial de la Institución Gran Duque de Alba, entre otras instituciones.